# Pavel Macháček
Pavel Macháček (*18. prosinec 1977, Praha) je český fotbalový obránce, momentálně působící v divizním týmu TJ Sokol Libiš. Dříve působil v prvoligovém týmu FK Bohemians Praha.
Jde o odchovance FC Bohemians Praha, kde působil až do roku 1996, kdy přestoupil do Admiry. Po dvou sezonách přestoupil na Střížkov a v roce 2004 se poprvé v kariéře stěhoval za fotbalem z Prahy, konkrétně do Pardubic. Po dalších dvou sezonách se ale vrátil zpět na Střížkov a v roce 2008 se dočkal postupu s týmem do nejvyšší fotbalové soutěže. Prvoligovou premiéru si odbyl v 31 letech. Doposud nastoupil k padesáti zápasům, vstřelil 4 branky.